# Salman Radoejev
Salman Radoejev (Russisch: Салма́н Раду́ев) (Goedermes, 13 februari 1967 – Solikamsk, 14 december 2002) was een beruchte Tsjetsjeense krijgsheer die vooral bekendheid kreeg tijdens de eerste Tsjetsjeense oorlog. 
Toen Radoejev in januari 1996 een inval deden in de Dagestaanse stad Kizljar werd hij pas echt berucht. Radoejev nam met zo’n driehonderd strijders duizenden bewoners in gijzeling. Na een dag ging hij terug naar Tsjetsjenië en nam een deel van de gegijzelden mee. Tijdens de bevrijdingsactie van de Russen wist Radoejev te ontsnappen. 

## Operaties
Salman Radoejev heeft vele aanslagen op zijn leven overleefd en was verschillende keren zwaargewond. Hij moest op ten duur door het leven met stalen platen in zijn schedel en kreeg hierdoor de bijnaam “Titanic”. Radoejev is nog ooit in een van zijn schuilplaatsen door de Tsjetsjeense chirurg Chassan Baiev geopereerd. Chassan Baiev heeft deze operatie beschreven in zijn boek “De eed”. 

## Opposities
Salman Radoejev heeft na de Russische terugtrekking oppositie gevoerd in Tsjetsjenië tegen de gematigde president Aslan Maschadov. In 1998 heeft hij geprobeerd een coup te plegen echter deze mislukte. Radoejev werd tot vier jaar gevangenschap veroordeeld. Twee jaar later werd Salman Radoejev door de Russen gearresteerd. Later is hij in Dagestan veroordeeld tot levenslang.

## Gevangenschap en zijn dood
Salman Radoejev is in 2002 op 35-jarige leeftijd in gevangenschap overleden aan interne bloedingen in een zwaar beveiligde inrichting bij Perm. Deze interne bloedingen heeft hij hoogste waarschijnlijk opgelopen door de hardhandige behandeling die hij in deze gevangenis heeft gekregen. De dood van Radoejev is tot in het Europees Parlement echter heeft het nooit tot acties tegen Rusland geleid. Amnesty International heeft opgeroepen tot een onderzoek naar de exacte doodsoorzaak van Salman Radoejev. 

## Reacties op Radoejev
Tijdens een interview in 1997 zou de Tsjetsjeense president Aslan Maschadov Radoejev geestelijk ziek hebben genoemd en ook Sjamil Basajev zou Radoejev gek hebben genoemd.